# Johann Friedrich Hackmann
Johann Friedrich Hackmann (russisch Иоганн Фридрих Гакман, * 11. Oktober 1756 in Spieka, Kurfürstentum Braunschweig-Lüneburg; † 13. August 1812 in Taben) war ein deutscher Historiker und Geograph, der in Russland wirkte.

## Leben
Hackmann studierte ab 1775 an der Universität Göttingen und ging nach Abschluss des Studiums 1779 nach Russland, wo er 1782 Lehrer am Akademischen Gymnasium in Sankt Petersburg wurde. Für seine in Latein veröffentlichte Schrift Einführung in die Erforschung des Schwarzen Meeres und der griechischen Siedlungen entlang der Küste dieses Meeres wurde er Adjunkt für Geschichte an der Kaiserlichen Akademie der Wissenschaften. Diese Schrift erschien 1786 in russischer Sprache. 1783 veröffentlichte er eine Abhandlung über die Geographie und die Geschichte von Tibet und 1784 eine über Spitzbergen. Ebenso wie Philip Johan von Strahlenberg legte er als Grenze von Europa zu Asien den Fluss Emba fest. Bekannt wurde er in Russland durch sein für die öffentlichen Schulen verfasstes Werk über die Geographie Russlands.
Als Lehrer unterrichtete er unter anderen die Großfürsten Alexander und Konstantin Pawlowitsch, Enkel von Katharina II., in Geographie.
1785 wurde er Ehrenmitglied der Russischen Akademie der Wissenschaften.
Später kehrte er nach Deutschland zurück und starb 1812 im damals zum Departement Wesermündung gehörenden Ort Taben.

## Schriften (Auswahl)
- Иоганн Фридрих Гакман (Johann Friedrich Hackmann): Краткое землеописание Российскаго государства, изданное для народных училищ Российской империи по высочайшему повелению царствующия императрицы Екатерины Вторыя. [Пер. с нем. М. А. Матинского]. 2. Auflage. Sankt Petersburg 1793 (deutsch: Eine kurze Geographie des russischen Staates, veröffentlicht für die öffentlichen Schulen des Russischen Reiches durch die Kaiserin Katharina die Große. 1787. Übersetzt von M.A. Matinski).